# Euphorbiaceae
Le Euforbiacee (Euphorbiaceae Juss., 1789) sono una famiglia di piante a fiore dicotiledoni, appartenenti all'ordine Malpighiales.
La famiglia è composta da 227 generi e oltre 6 500 specie, con habitus vario (alberi, arbusti, liane, succulente cactiformi, erbacee), diffuse in tutti i climi, esclusi quelli artici.

## Descrizione

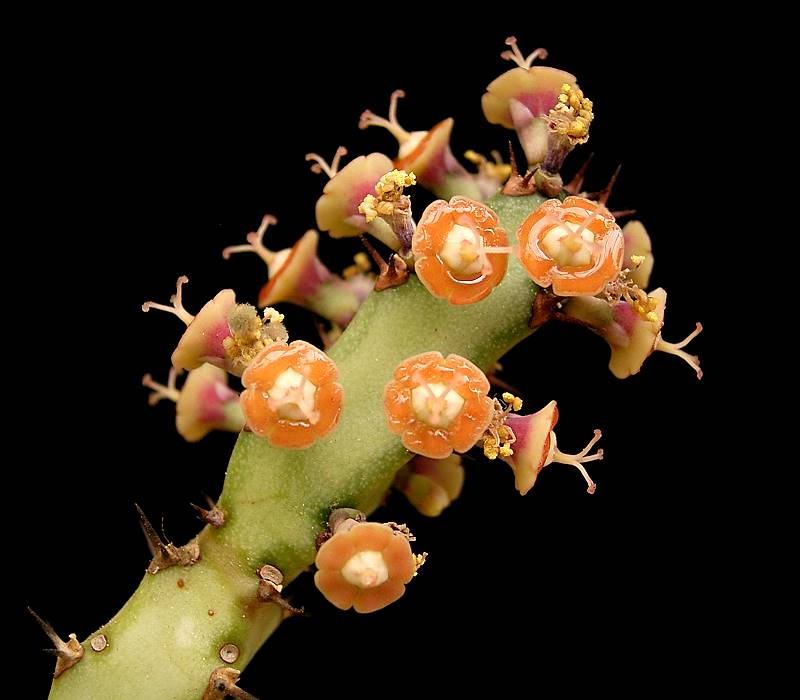
Ciazi di Euphorbia baylissii

Comprende specie con portamento arboreo, arbustivo o erbaceo. Molte specie sono laticifere. Le foglie sono portate alterne o più raramente opposte e sono provviste di stipole. 
I fiori sono unisessuali, a simmetria radiale, spesso assai poco vistosi. Nella tribù delle Euphorbieae (presente in Italia) i fiori sono riuniti in una particolare infiorescenza che assomiglia ad un unico fiore e che è detta ciazio. A loro volta i ciazi possono riunirsi in ulteriori infiorescenze (es. spighe, ombrelle).
I fiori maschili sono costituiti spesso da un unico stame; i fiori femminili sono formati da un ovario supero tricarpellare e triloculare.
La famiglia presenta comunque una grande varietà di morfologie fiorali: gli stami ad esempio possono essere da 1 a 10, le specie possono essere monoiche o dioiche.

## Distribuzione e habitat
La famiglia ha distribuzione prevalentemente tropicale con il maggior numero di specie nelle aree indomalesi e nell'America tropicale. Seguono le zone tropicali dell'Africa.

## Tassonomia
La famiglia veniva posta nella classificazione di Cronquist nell'ordine Euphorbiales. Attualmente la classificazione APG assegna la famiglia all'ordine Malpighiales.

### Euphorbiaceaesensu lato
I confini della famiglia Euphorbiaceae nella classificazione tradizionale erano più ampi di quanto oggi riconosciuto. Le Euphorbiaceae sensu lato venivano suddivise in cinque sottofamiglie, a loro volta ancora suddivise in 52 tribù, oltre 300 generi e circa 9 000 specie.
- Sottofamiglia Acalyphoideae (comprendente le tribù Acalypheae, Adelieae, Agrostistachydeae, Alchorneae, Ampereae, Bernardieae, Caryodendreae, Chaetocarpeae, Cheiloseae, Chrozophoreae, Clutieae, Dicoelieae, Epiprineae, Erismantheae, Galearieae, Omphaleae, Pereae, Plukenetieae, Pogonophoreae, Pycnocomeae, Sphyranthereae)
- Sottofamiglia Crotonoideae (Adenoclineae, Aleuritideae, Codiaeae, Crotoneae, Elateriospermeae, Gelonieae, Jatropheae, Manihoteae, Micrandreae, Ricinocarpeae, Ricinodendreae, Trigonostemoneae)
- Sottofamiglia Euphorbioideae (Stomatocalyceae, Hippomaneae, Pachystromateae, Hureae, Euphorbieae)
- Sottofamiglia Phyllanthoideae (Centroplaceae, Drypeteae, Phyllantheae, Wielandieae, Amanoeae, Bridelieae, Antidesmeae, Hymenocardieae, Bischofieae)
- Sottofamiglia Oldfieldioideae (Croizatieae, Podocalyceae, Caletieae, Picrodendreae)

Nelle prime 3 famiglie i fiori femminili hanno ovario uniovulare, mentre Phyllanthoideae e Oldfieldioideae hanno ovari biovulari.

### Euphorbiaceaesensu stricto
La famiglia Euphorbiaceae sensu stricto, così come circoscritta dalla classificazione APG IV, comprende 227 generi, raggruppati in 4 sottofamiglie e 30 tribù:
- Sottofamiglia Acalyphoideae Beilschm.
  - Tribù Acalypheae Dumort.
    - Acalypha L.
    - Adriana Gaudich.
    - Avellanita Phil.
    - Claoxylon A.Juss.
    - Claoxylopsis Leandri
    - Cleidion Blume
    - Clonostylis S.Moore
    - Discoclaoxylon (Müll.Arg.) Pax & K.Hoffm.
    - Dysopsis Baill.
    - Erythrococca Benth.
    - Hancea Seem.
    - Homonoia Lour.
    - Lasiococca Hook.f.
    - Leidesia Müll.Arg.
    - Lobanilia Radcl.-Sm.
    - Macaranga Thouars
    - Mallotus Lour.
    - Mareya Baill.
    - Mareyopsis Pax & K.Hoffm.
    - Mercurialis L.
    - Micrococca Benth.
    - Ricinus L.
    - Rockinghamia Airy Shaw
    - Sampantaea Airy Shaw
    - Seidelia Baill.
    - Spathiostemon Blume
    - Wetria Baill.

  - Tribù Adelieae G.L.Webster
    - Adelia L.
    - Crotonogynopsis Pax
    - Enriquebeltrania Rzed.
    - Garciadelia Jestrow & Jiménez Rodr.
    - Lasiocroton Griseb.
    - Leucocroton Griseb.

  - Tribù Agrostistachydeae (Müll.Arg.) G.L.Webster
    - Agrostistachys Dalzell
    - Amyrea Leandri
    - Chondrostylis Boerl.
    - Cyttaranthus J.Léonard
    - Pseudagrostistachys Pax & K.Hoffm.

  - Tribù Alchorneae Hutch.
    - Sottotribù Alchorneinae Hurus.
      - Alchornea Sw.
      - Aparisthmium Endl.
      - Aubletiana J.Murillo
      - Bocquillonia Baill.
      - Bossera Leandri
      - Orfilea Baill.

    - Sottotribù Conceveibinae G.L.Webster
      - Conceveiba Aubl.

  - Tribù Ampereae  Müll.-Arg.
    - Amperea A.Juss.
    - Monotaxis Brongn.

  - Tribù Bernardieae G.L.Webster
    - Adenophaedra (Müll.Arg.) Müll.Arg.
    - Bernardia Houst. ex Mill.
    - Discocleidion Pax & K.Hoffm.
    - Necepsia Prain
    - Paranecepsia Radcl.-Sm.

  - Tribù Caryodendreae G.L.Webster
    - Alchorneopsis Müll.Arg.
    - Caryodendron H.Karst.
    - Discoglypremna Prain

  - Tribù Chrozophoreae (Müll.Arg.) Pax & K.Hoffm
    - Sottotribù Chrozophorinae 
      - Chrozophora Neck. ex A.Juss.

    - Sottotribù Ditaxinae Griseb.
      - Argythamnia P.Browne
      - Caperonia A.St.-Hil.
      - Chiropetalum A.Juss.
      - Ditaxis Vahl ex A.Juss.
      - Philyra Klotzsch

    - Sottotribù Doryxylinae G.L.Webster
      - Doryxylon Zoll.
      - Melanolepis Rchb.f. & Zoll.
      - Sumbaviopsis J.J.Sm.
      - Thyrsanthera Pierre ex Gagnep.

    - Sottotribù Speranskiinae G.L.Webster
      - Speranskia Baill.

  - Tribù Epiprineae (Müll.Arg.) Hurus.
    - Adenochlaena Boivin ex Baill.
    - Cephalocroton Hochst.
    - Cephalocrotonopsis Pax
    - Cephalomappa Baill.
    - Cladogynos Zipp. ex Span.
    - Cleidiocarpon Airy Shaw
    - Epiprinus Griff.
    - Koilodepas Hassk.
    - Tsaiodendron Y.H.Tan, H.Zhu & H.Sun

  - Tribù Erismantheae G.L.Webster
    - Erismanthus Wall. ex Müll.Arg.
    - Moultonianthus Merr.
    - Syndyophyllum K.Schum. & Lauterb.

  - Tribù Plukenetieae  Hutch.
    - Sottotribù Dalechampiinae G.L.Webster
      - Dalechampia Plum. ex L.

    - Sottotribù Plukenetiinae Benth.
      - Astrococcus Benth.
      - Angostylis Benth.
      - Haematostemon Pax & K.Hoffm.
      - Plukenetia L.
      - Romanoa Trevis.

    - Sottotribù Tragiinae G.L.Webster
      - Acidoton Sw.
      - Bia Klotzsch
      - Cnesmone Blume
      - Gitara Pax & K.Hoffm.
      - Megistostigma Hook.f.
      - Pachystylidium Pax & K.Hoffm.
      - Platygyna P.Mercier
      - Sphaerostylis Baill.
      - Tragia Plum. ex L.
      - Tragiella Pax & K.Hoffm.
      - Zuckertia Baill.

  - Tribù Pycnocomeae  Hutch. ex Reveal
    - Sottotribù Blumeodendrinae G.L.Webster
      - Blumeodendron (Müll.Arg.) Kurz
      - Botryophora Hook.f.
      - Podadenia Thwaites
      - Ptychopyxis Miq.

    - Sottotribù Pycnocominae G.L.Webster
      - Argomuellera Pax
      - Droceloncia J.Léonard
      - Pycnocoma Benth.

  - Tribù Sphyranthereae  Radcl.-Sm.
    - Sphyranthera Hook.f.

  - incertae sedis
    - Afrotrewia Pax & K.Hoffm.

- Sottofamiglia Cheilosoideae K.Wurdack & Petra Hoffm., 2005
  - Cheilosa Blume
  - Neoscortechinia Pax

- Sottofamiglia Crotonoideae Burmeist.
  - Tribù Adenoclineae G.L.Webster
    - Adenocline Turcz.
    - Ditta Griseb.
    - Endospermum Benth.
    - Glycydendron Ducke
    - Klaineanthus Pierre ex Prain
    - Omphalea L.
    - Tetrorchidium Poepp.

  - Tribù Aleuritideae Hurus.
    - Sottotribù Aleuritinae G.L.Webster
      - Aleurites J.R.Forst. & G.Forst.
      - Reutealis Airy Shaw
      - Vernicia Lour.

    - Sottotribù Benoistiinae Radcl.-Sm.
      - Benoistia H.Perrier & Leandri

    - Sottotribù Crotonogyninae G.L.Webster
      - Crotonogyne Müll.Arg.
      - Cyrtogonone Prain
      - Manniophyton Müll.Arg.

    - Sottotribù Garciinae  Müll.-Arg.
      - Garcia Vahl ex Rohr

    - Sottotribù Grosserinae G.L.Webster
      - Cavacoa J.Léonard
      - Grossera Pax
      - Sandwithia Lanj.
      - Tannodia Baill.
      - Tapoides Airy Shaw

    - Sottotribù Neoboutoniinae G.L.Webster
      - Neoboutonia Müll.Arg.

  - Tribù Codiaeae Hutch.
    - Acidocroton Griseb.
    - Baliospermum Blume
    - Blachia Baill.
    - Codiaeum Rumph. ex A.Juss.
    - Dodecastigma Ducke
    - Hylandia Airy Shaw
    - Ophellantha Standl.
    - Ostodes Blume
    - Pantadenia Gagnep.
    - Pausandra Radlk.
    - Sagotia Baill.
    - Strophioblachia Boerl.

  - Tribù Crotoneae Dumort.
    - Astraea Klotzsch
    - Brasiliocroton P.E.Berry & Cordeiro
    - Colobocarpos Esser & Welzen
    - Croton L.
    - Mildbraedia Pax
    - Paracroton Miq.

  - Tribù Elateriospermeae G.L.Webster
    - Elateriospermum Blume

  - Tribù Gelonieae (Mull.Arg.) Pax
    - Cladogelonium Leandri
    - Suregada Roxb. ex Rottler

  - Tribù Jatropheae 
    - Annesijoa Pax & K.Hoffm.
    - Chlamydojatropha Pax & K.Hoffm.
    - Deutzianthus Gagnep.
    - Jatropha L.
    - Joannesia Vell.
    - Leeuwenbergia Letouzey & N.Hallé
    - Oligoceras Gagnep.
    - Vaupesia R.E.Schult.

  - Tribù Manihoteae Pax
    - Cnidoscolus Pohl
    - Manihot Mill.

  - Tribù Micrandreae G.L.Webster
    - Hevea Aubl.
    - Micrandra Benth.
    - Micrandropsis W.A.Rodrigues

  - Tribù Ricinocarpeae Müll.-Arg.
    - Alphandia Baill.
    - Baloghia Endl.
    - Bertya Planch.
    - Beyeria Miq.
    - Borneodendron Airy Shaw
    - Cocconerion Baill.
    - Fontainea Heckel
    - Myricanthe Airy Shaw
    - Ricinocarpos Desf.
    - Shonia R.J.F.Hend. & Halford

  - Tribù Ricinodendreae Hutch.
    - Givotia Griff.
    - Ricinodendron Müll.Arg.
    - Schinziophyton Hutch. ex Radcl.Sm.

  - Tribù Trigonostemoneae 
    - Trigonostemon Blume
    - Tritaxis Baill.

  - incertae sedis
    - Karima Cheek & Riina
    - Radcliffea Petra Hoffm. & K.Wurdack

- Sottofamiglia Euphorbioideae Beilschm.
  - Tribù Euphorbieae Dumort.
    - Sottotribù Anthosteminae G.L.Webster
      - Anthostema A.Juss.
      - Dichostemma Pierre

    - Sottotribù Euphorbiinae Griseb.
      - Euphorbia L.

    - Sottotribù Neoguillauminiinae 
      - Calycopeplus Planch.
      - Neoguillauminia Croizat

  - Tribù Hippomaneae A.Juss. ex Spach
    - Sottotribù Carumbiinae Müll.Arg.
      - Homalanthus A.Juss.

    - Sottotribù Hippomaninae Griseb.
      - Actinostemon Mart. ex Klotzsch
      - Adenopeltis Bertero ex A.Juss.
      - Anomostachys (Baill.) Hurus.
      - Balakata Esser
      - Bonania A.Rich.
      - Colliguaja Molina
      - Conosapium Müll.Arg.
      - Dalembertia Baill.
      - Dendrocousinsia Millsp.
      - Dendrothrix Esser
      - Ditrysinia Raf.
      - Excoecaria L.
      - Falconeria Royle
      - Gradyana Athiê-Souza, A.L.Melo & M.F.Sales
      - Grimmeodendron Urb.
      - Gymnanthes Sw.
      - Hippomane L.
      - Incadendron K.Wurdack & Farfán
      - Mabea Aubl.
      - Maprounea Aubl.
      - Microstachys A.Juss.
      - Neoshirakia Esser
      - Pleradenophora Esser
      - Pseudosenefeldera Esser
      - Rhodothyrsus Esser
      - Sapium P.Browne
      - Sclerocroton Hochst.
      - Sebastiania Spreng.
      - Senefeldera Mart.
      - Senefelderopsis Steyerm.
      - Shirakiopsis Esser
      - Spegazziniophytum Esser
      - Spirostachys Sond.
      - Stillingia L.
      - Triadica Lour.

  - Tribù Hureae Dumort.
    - Algernonia Baill.
    - Hura L.
    - Ophthalmoblapton Allemão

  - Tribù Pachystromateae Reveal
    - Pachystroma Müll.Arg.

  - Tribù Stomatocalyceae G.L.Webster
    - Hamilcoa Prain
    - Nealchornea Huber
    - Pimelodendron Hassk.
    - Plagiostyles Pierre

### Specie presenti in Italia
Nella flora italiana, sono presenti le seguenti specie:
- Chrozophora tinctoria (campi e incolti della regione mediterranea)
- Euphorbia amygdaloides Eufòrbia delle faggete (boschi di collina e montagna)
- Euphorbia chamaesyce Eufòrbia fico per terra (rudereti di pianura)
- Euphorbia characias (boschi termofili)
- Euphorbia cyparissias Eufòrbia cipressina (prati aridi di pianura e collina)
- Euphorbia dendroides (macchia mediterranea)
- Euphorbia dulcis purpurata Eufòrbia bitorzoluta (boschi di collina e montagna)
- Euphorbia echinus (coltivata)
- Euphorbia esula Eufòrbia acre (incolti umidi, argini e alvei di pianura)
- Euphorbia exigua Eufòrbia sottile (rudereti e coltivi di pianura e collina)
- Euphorbia falcata Eufòrbia falcata (Campi e incolti umidi di pianura e collina)
- Euphorbia flavicoma verrucosa Eufòrbia verrucosa (prati di pianura e collina)
- Euphorbia helioscopia Eufòrbia calenzuola o Erba verdona (rudereti e campi di pianura e collina)
- Euphorbia lathyris Eufòrbia catapuzia (orti e rudereti di pianura e collina)
- Euphorbia maculata Eufòrbia macchiata (rudereti di pianura)
- Euphorbia nutans Eufòrbia delle ferrovie (rudereti e bordi stradali di pianura)
- Euphorbia palustris Eufòrbia lattaiola (prati umidi e rive di pianura)
- Euphorbia peplis (litorali sabbiosi)
- Euphorbia peplus Eufòrbia minore (rudereti e campi di pianura)
- Euphorbia platyphyllos Eufòrbia rognosa (incoldi umidi e campi di pianura)
- Euphorbia prostrata Eufòrbia prostrata (rudereti di pianura)
- Euphorbia pulcherrima Poinsettia o stella di Natale (coltivata)
- Euphorbia serrulata Eufòrbia stretta (incolti umidi e coltivi di pianura)
- Mercurialis annua Mercorella comune (rudereti e colture di pianura e collina)
- Mercurialis perennis Mercorella bastarda (boschi di collina e montagna)
- Ricinus communis Ricino (coltivata, naturalizzata in Sicilia).

## Usi
A questa famiglia appartengono piante di grande utilità quali, ad esempio:
- Ricinus communis (naturalizzata in Italia), dai cui semi si estrae l'olio di ricino
- la manioca (Manihot esculenta), arbusto originario del Brasile e coltivato ovunque ai Tropici
- Hevea brasiliensis, la pianta del caucciù
- il Croton, varietà coltivata come piante d'appartamento.
- Euphorbia pulcherrima, pianta ornamentale commercializzata come "stella di Natale".